# Zoilo Saldombide
Zoilo Saldombide (26 de outubro de 1903 - 4 de dezembro de 1981) foi um futebolista uruguaio. Atuava como ponteiro esquerdo, sendo suplente de Pablo Dorado na 1930, mas já tinha jogado pelo lado direito.

## Carreira
Iniciou sua carreira no Montevideo Wanderers, e em 1924 era convocado pela primeira vez para participar da equipe que acabou campeã do certame olímpico de 1924.
É emprestado ao Nacional, que faz uma excursão pelas Américas Central e do Norte em 1927, o que o anima a integrar definitivamente a equipe tricolor , que defende até 1934.
Deixa de participar da campanha olímpica uruguaia de 1928, pois estava prestando exame para trabalhar no Banco Hipotecario del Uruguay.
Foi também campeão Sul-Americano (atual Copa América) em 1924, no certame disputado no seu país, e em 1926, em Santiago do Chile.